# Toba (keizer)
Keizer Toba (鳥羽天皇, Toba-tennō, 24 februari 1103 – 20 juli 1156) was de 74e keizer van Japan, volgens de traditionele opvolgvolgorde. Hij regeerde officieel van 1107 tot 1123, maar net als zijn grootvader, Shirakawa, regeerde hij na zijn aftreden van achter de schermen verder volgens het Insei-systeem.

## Genealogie
Toba’s persoonlijke naam (imina) was Yoshihito-tennō.. Hij was de zoon van keizer Horikawa en keizerin Fujiwara no Ishi.
Toba had zelf drie keizerinnen en enkele hofdames. Hij kreeg in totaal 14 kinderen. Drie van hen werden ook keizer: Sutoku, Go-Shirakawa en Konoe.

## Leven
Toba’s moeder stierf toen Toba zelf nog jong was, waarna hij verder werd opgevoed door zijn grootvader; voormalig keizer Shirakawa.
In 1107 stierf Toba’s vader, keizer Horikawa, en werd Toba als diens enige zoon automatisch de nieuwe keizer. Hij betrad de troon op 5-jarige leeftijd. Hij had in praktijk weinig te vertellen daar zijn grootvader vanuit het klooster waarin hij zich had teruggetrokken bleef doorregeren.
Na 17 jaar te hebben geregeerd, dwong Shirakawa Toba tot aftreden. De troon ging over op Toba’s zoon, Sutoku. Toba trok zich nadien eveneens terug in een klooster. Zes jaar na Toba’s aftreden stierf Shirakawa, en nam Toba zijn positie over als Insei-keizer van Japan. Hij behield deze positie gedurende de regeerperiodes van drie van zijn zonen.
In 1134 maakte Toba een pelgrimstocht naar de Kumanoschrijnen. Hij stierf in 1156 op 53-jarige leeftijd.

## Periodes
Toba’s regeerperiode als keizer omvatte de volgende periodes uit de Japanse geschiedenis:
- Kajō (1106-1108)
- Tennin (1108-1110)
- Ten'ei (1110-1113)
- Eikyū [ja] (1113-1118)
- Gen'ei (1118-1120)
- Hōan (1120-1124)

* Regent Jingu staat niet op de traditionele lijst.